# Centrino

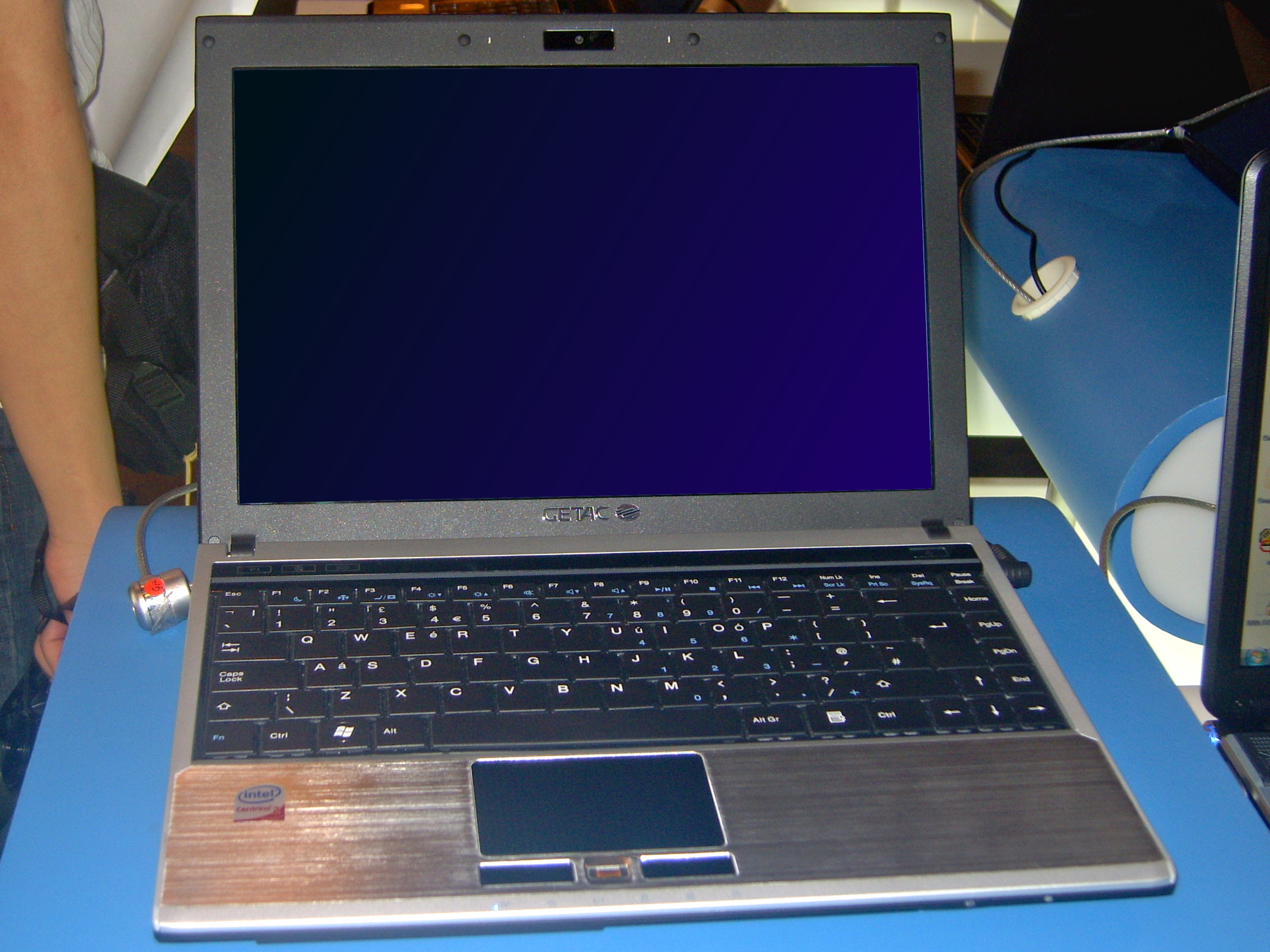
Intel Centrino 2

Centrino es una marca de Intel Corporation que representa sus adaptadores de redes informáticas inalámbricas Wi-Fi y WiMAX. Anteriormente, la empresa utilizaba la misma marca como iniciativa de marketing de plataforma. El cambio de significado de la marca se dio el 7 de enero de 2010. El Centrino fue reemplazado por el Ultrabook.
El antiguo nombre de la marca de marketing de plataforma cubría una combinación particular de conjunto de chips de placa base, CPU móvil e interfaz de red inalámbrica en una computadora portátil. Intel afirmó que los sistemas equipados con estas tecnologías ofrecen un mejor rendimiento, una mayor duración de la batería y una interoperabilidad de red inalámbrica más amplia que los sistemas que no son Centrino.[cita requerida]
El nombre de la nueva línea de productos para productos inalámbricos de Intel es Intel Centrino Wireless.

## Intel Centrino
| Wireless LAN            | Chipset    | Centrino    | Processor                              | Codename     | Release Date | Manufacturing Technology | Microarchitecture  |
| Intel Wireless Products | 800 Series | Carmel      | Intel Pentium M                        | Banias       | 2003         | 130 nm                   | Intel P6           |
| Intel Wireless Products | 800 Series | Carmel      | Intel Pentium M                        | Dothan       | 2004         | 90 nm                    | Intel P6           |
| Intel Wireless Products | 900 Series | Sonoma      | Intel Pentium M                        | Dothan       | 2005         | 90 nm                    | Intel P6           |
| Intel Wireless Products | 900 Series | Napa        | Intel Core Duo/Solo                    | Yonah        | 2006         | 65 nm                    | Intel P6           |
| Intel Wireless Products | 900 Series | Napa        | Intel Core 2 Duo/Solo                  | Merom        | 2006         | 65 nm                    | Intel Core         |
| Intel Wireless Products | 900 Series | Santa Rosa  | Intel Core 2 Duo                       | Merom        | 2007         | 65 nm                    | Intel Core         |
| Intel Wireless Products | 900 Series | Santa Rosa  | Intel Core 2 Duo                       | Penryn       | 2008         | 45 nm                    | Intel Core         |
| Intel Wireless Products | 4 Series   | Montevina   | Intel Core 2 Duo                       | Penryn       | 2008         | 45 nm                    | Intel Core         |
| Intel Wireless Products | 5 Series   | Calpela     | Intel Core i7/i7 Extreme Edition       | Clarksfield  | 2009         | 45 nm                    | Intel Nehalem      |
| Intel Wireless Products | 5 Series   | Calpela     | Intel Core i3/i5/i7                    | Arrandale    | 2010         | 32 nm                    | Intel Nehalem      |
| Intel Wireless Products | 6 Series   | Huron River | Intel Core i3/i5/i7/i7 Extreme Edition | Sandy Bridge | 2011         | 32 nm                    | Intel Sandy Bridge |
| Intel Wireless Products | 7 Series   | Chief River | Intel Core i3/i5/i7/i7 Extreme Edition | Ivy Bridge   | 2012         | 22 nm                    | Intel Sandy Bridge |
| Intel Wireless Products | 8 Series   | Shark Bay   | Intel Core i3/i5/i7/i7 Extreme Edition | Haswell      | 2013         | 22 nm                    | Intel Haswell      |
| Intel Wireless Products | 9 Series   | ?           |                                        | Broadwell    | 2014         | 14 nm                    | Intel Haswell      |

## Implementaciones Notebook

### Plataforma Carmel (2003)
Intel utiliza "Carmel" como el nombre en código para la primera generación de la plataforma Centrino introducida en marzo de 2003.
| Centrino        | Plataforma Carmel |
| --------------- | --- |
| Procesador      | Sobre un Socket 479 un procesador Intel Pentium M Banias o Dothan (desde mayo de 2004) con un front-side bus a 400 MT/s.                                                                          |
| Chipset         | un chipset Intel Mobile 855 Express (nombre-código Odem o Montara con Intel Extreme Graphics 2) incluyendo un southbridge ICH4M, con SO-DIMM de memoria RAM PC-2100 (DDR-266) o PC-2700 (DDR-333) |
| Red inalámbrica | Un adaptador Wi-Fi mini-PCI Intel PRO/Wireless 2100B (nombre-código Calexico) o después 2200BG (nombre-código Calexico2).                                                                         |

Los observadores de la industria criticaron inicialmente la plataforma Carmel por su falta de una implementación de IEEE 802.11g, debido a que muchos fabricantes independientes de chipsets Wi-Fi como Broadcom y Qualcomm Atheros ya había comenzado a enviar productos 802.11g. Intel respondió que el IEEE no había finalizado el estándar 802.11g en el momento del lanzamiento de Carmel, y que sólo quería lanzar productos basados en un estándar finalizado.
A principios de 2004, después de la finalización de la norma 802.11g, Intel permite una Intel PRO/Wireless 2200BG para sustituir el 2100. Al mismo tiempo, permite que el nuevo Pentium M Dothan substituya al Banias. En un principio, Intel permite sólo el chipset 855GM chipset, que no soporta gráficos externos. Más tarde, Intel permite los chipsets 855GME y 855PM, que soportan una tarjeta gráfica externa, en portátiles Centrino.
Pese a las críticas, la plataforma Carmel gana rápida aceptación entre los OEMs y consumidores. Carmel podría alcanzar o superar el rendimiento de los viejos Pentium 4-M, permitiendo al mismo tiempo a los ordenadores portátiles operar durante 4 a 5 horas con una batería de 48 Wh. Carmel también permitió a los fabricantes crear computadoras portátiles delgadas y ligeras, porque sus componentes no disipan mucho calor, y por lo tanto no requieren de grandes sistemas de refrigeración.

### Plataforma Sonoma (2005)
Intel usa Sonoma como el nombre en código para la segunda generación de la plataforma Centrino, actualizada en enero de 2005.
La plataforma original fue actualizada en 2005 con la nueva generación de Centrino (de nombre en clave Sonoma), con CPU Pentium M que tiene 2 megabytes de memoria caché L2, un bus de datos a 533 MHz, soporta memoria RAM DDR2 a 533 MHz, así como sonido envolvente (7.1, 24 bits y 192 kHz) y un mayor rendimiento en gráficos debido a la tecnología PCI-Express. También la tarjeta de red inalámbrica ha mejorado a Intel PRO/Wireless 2200 o PRO/Wireless 2915 (IEEE 802.11a/b/g). Nuevo chipset 915. Algunos portátiles Centrino incluyen el núcleo mejorado Dothan en el Pentium M.
| Centrino        | Plataforma Sonoma |
| --------------- | --- |
| Procesador      | Sobre un Socket 479 un procesador Intel Pentium M Dothan con un front-side bus a 533 MT/s.                                                                   |
| Chipset         | Un chipset Intel Mobile 915 Express (nombre-código Alviso con Intel GMA 900) incluyendo un southbridge ICH6M, con SO-DIMM de memoria RAM PC2-4200 (DDR2-533) |
| Red inalámbrica | Un adaptador Wi-Fi mini-PCI Intel PRO/Wireless 2200BG o 2915ABG] (nombre-código compartido Calexico2).                                                       |

El chipset Mobile 915 Express, al igual que su versión de escritorio, soporta muchas características nuevas, como DDR2, PCI Express, Intel High Definition Audio, y SATA. Por desgracia, la introducción de PCI Express y un procesador Pentium M más rápido causa que los portátiles en torno a la plataforma Sonoma tengan una duración de la batería más corta que sus homólogos Carmel; los portátiles Sonoma alcanzan típicamente de 3,5 a 4,6 horas de duración de la batería con una batería de 53 Wh.

### Plataforma Napa (2006)
Intel usa Napa para designar a su tercera generación de la plataforma Centrino, lanzada en enero de 2006 en el Consumer Electronics Show de invierno. La plataforma soporta inicialmente procesadores Intel Core Duo. Los nuevos Intel Core 2 se soportan desde el 27 de julio de 2006.
| Centrino        | Plataforma Napa |
| --------------- | --- |
| Procesador      | Sobre un zócalo Socket M / Micro-FCBGA - un procesador Intel Core Duo o Solo Yonah - un procesador Intel Core 2 Duo Merom con un Front-side bus a 667 MT/s (Napa Refresh) - un procesador Intel Core 2 Solo Merom con un Front-side bus a 533 MT/s (Napa Refresh). |
| Chipset         | Un chipset Intel Mobile 945 Express (nombre-código Calistoga Intel GMA 950) incluyendo un southbridge ICH7M, con SO-DIMM de memoria RAM PC2-4200 (DDR2-533) y PC2-5300 (DDR2-667).                                                                                 |
| Red inalámbrica | Un adaptador Wi-Fi mini-PCIe Intel PRO/Wireless 3945ABG (nombre-código Golan). Algunos modelos Napa Refresh incluyen el nuevo Intel PRO/Wireless 4965AGN (a/b/g/borrador-n).                                                                                       |

Intel usa la marca Centrino Duo para los portátiles con procesadores de doble núcleo y mantiene Centrino para los de un solo núcleo (Solo). Algunos de los portátiles iniciales con Core Duo son marcados como Intel Centrino en lugar de Centrino Duo.

### Plataforma Santa Rosa (2007)
Intel denomina Santa Rosa a su cuarta generación Centrino, que fue lanzada el jueves 10 de mayo de 2007.
- CPU Core 2 Duo (Merom 2ª generación) y posteriormente Penryn a comienzos de 2008
- Chipset serie 965 (con gráficas integradas X3100).
- Intel PRO/Wireless 4965AGN IEEE 802.11 a/b/g/n

Engloba diversos aspectos. El primero de ellos es el procesador: Cuenta con los nuevos modelos de 65 nm Core 2 T7x00. Son varios modelos de procesadores y el más básico, el T7100 de 1,8 GHz sólo tiene 2 MiB de caché L2. El resto tienen 4 MiB de caché L2 y son los modelos T7300 (2 GHz), los T7500 (2,2 GHz) y los T7700 (2,4 GHz). Todos disponen de Front-side bus de 800 MHz.
El resto de la plataforma lo forman la memoria DDR2-800, el soporte para Wi-Fi 802.11n, un nuevo chipset IGP 965 y la tecnología Turbo Memory (emplear una memoria flash a modo de caché del disco duro para aumentar el rendimiento y reducir el consumo).
Con Santa Rosa, presumiblemente los ordenadores proporcionarán un mejor rendimiento, es decir, mayor velocidad de procesado, menor consumo (que repercute en la mayor duración de la batería en portátiles).

### Plataforma Montevina (2008)
El nombre código Montevina se refiere a la cuarta generación de la plataforma Centrino.
Se lanzó en junio de 2008. Recibe el nombre de Centrino 2.
Montevina soporta el procesador Core 2 Duo de 45nm Penryn. Usa el chipset Cantiga con gráficos integrados GMA X4500, el módulo inalámbrico Shiloh que se espera use WiMAX y HSDPA, además del controlador LAN Boaz.

### Plataforma Calpella (2009)
Intel denomina Calpella a su quinta generación Centrino.

### Plataforma Huron River (2011)
Intel denomina Huron River a su sexta generación Centrino.

### Plataforma Chief River (2011/2012)
Intel denomina Chief River a su séptima generación Centrino.